# Thaichinula ohmomoi
Thaichinula ohmomoi  (лат.) — вид златок из подсемейства Polycestinae (триба Acmaeoderini).

## Описание
Мелкие златки чёрно-бронзового цвета (длина 6 мм). Встречаются в Ориентальной области: Таиланд («Prachuap Khiri Khan Province»). Вид назван в честь энтомолога Dr. Sadahiro Ohmomo.

## Систематика
Единственный вид рода Thaichinula.
- род Thaichinula Volkovitsh, 2008
  - вид Thaichinula ohmomoi Volkovitsh, 2008